# یواس‌اس مک‌نیر (دی‌دی-۶۷۹)
یواس‌اس مک‌نیر (دی‌دی-۶۷۹) (به انگلیسی: USS McNair (DD-679)) یک کشتی بود که طول آن ۱۱۴٫۷ متر (۳۷۶ فوت) بود. این کشتی در سال ۱۹۴۳ ساخته شد.